# Brentford Community Stadium
Brentford Community Stadium es un estadio en Brentford, al oeste de Londres. Es el nuevo hogar del Brentford Football Club y del London Irish Rugby Club desde 2020, reemplazando al antiguo feudo Griffin Park. Tiene una capacidad para 17 250 espectadores y es usado tanto en partidos de fútbol como de rugby. El nuevo estadio está en el corazón de los planes para regenerar al área circundante, incluyendo nuevas áreas residenciales y zonas comerciales.

## Antecedentes
En octubre de 2002, después de varios años de especulación sobre una posible reubicación, el Brentford Football Club anunció planes de moverse a un estadio con capacidad de 20,000 espectadores cerca de Kew Bridge. Esto incluyó una ambiciosa propuesta de un monorriel, el cual se descartó del proyecto poco después. Tras varios años de incertidumbre, el proyecto volvió a atraer la mirada pública a finales de 2007, cuando el club anunció que se había asegurado una opción en el terreno.
Esto fue seguido, en febrero de 2008, de un acuerdo de patrocinio con Barratt Homes para desarrollar el estadio, siendo entonces cuando el proyecto final fue anunciado.
El plan del club de moverse a un nuevo estadio comunitario dio un gran avance cuando, el 28 de junio de 2012, el club le compró el lote de 7,6 acres (30 756,1 m²) en Lionel Road, Brentford, a Barratt Homes quien lo adquirió originalmente en enero de 2008. El club se propuso construir un estado con capacidad para 20.000 asientos en el terreno a tiempo para la temporada 2016–17, con la opción de extenderlo a 25.000. En diciembre de 2013, el club recibió la aprobación del Consejo de Hounslow, junto con la aprobación adicional del Alcalde de Londres y del gobierno británico para la construcción del nuevo estadio.
Entonces, la atención se puso en adquirir los terrenos restantes, necesarios para permitir la construcción de viviendas, y completar el acuerdo de desarrollo. Una Orden de Compra Obligatoria fue aprobada para la tierra restante en el verano de 2014 y aunque las negociaciones continuaron, una serie de objeciones a la OCO resultaron en una nueva audiencia en septiembre de 2015. El acuerdo de desarrollo fue firmado con la empresa de obras públicas Willmott Dixon en diciembre de 2014. La Orden de Compra Obligatoria fue aprobada en abril de 2016 y el proceso fue completado el 1 de septiembre del mismo año.
El 15 de agosto de 2016, el club de rugby, London Irish anunció que habían iniciado conversaciones con el municipio para mudarse al nuevo estadio. London Irish jugó anteriormente en Reading, Berkshire, pero de esta forma regresarían a la capital. El 9 de febrero de 2017, una solicitud modificada se aprobó para utilizar el estadio para el rugby además de para el fútbol, permitiéndole al London Irish moverse al nuevo estadio desde la temporada inaugural.
Las obras en el nuevo estadio empezaron oficialmente el 24 de marzo de 2017 con el despeje del terreno y trabajos preliminares. Las obras principales empezaron en la primavera de 2018.

## Apertura
El 30 de agosto de 2020, Brentford confirmó que el estadio estaba terminado y listo para recibir partidos.
El primer partido de fútbol en el estadio se realizó el 1 de septiembre de 2020, cuando Brentford empató 2–2 contra el Oxford United en un amistoso de pretemporada. Sergi Canos marcó ambos goles del Brentford para darle una ventaja de 2-0 a los locales antes de que el Oxford United remontase. El primer partido oficial tuvo lugar el 6 de septiembre, cuando Brentford recibió al Wycombe Wanderers en la primera ronda de la Carabao Cup. El partido terminó 1–1 después del tiempo regular, con Ethan Pinnock abriendo el marcador para Brentford. Todo se resolvió en los tiros desde el punto penal, en los que Brentford ganó 4–2. El primer partido de liga jugado en el estadio fue una victoria local de 3-0 frente a Huddersfield Town el 19 de septiembre, con goles de Josh Dasilva, Bryan Mbeumo y Marcus Forss.

## Ubicación
El estadio está ubicado en un terreno de 7,6 acres (30 756,1 m²) en Lionel Road, junto a la estación de tren de Kew Bridge. Está en el medio de un triángulo de vías ferroviarias, usadas en su mayoría para transporte de mercancías. El Concejo de Hounslow ha estado impulsando una propuesta para una extensión de Crossrail a Hounslow a través de Kew Bridge, utilizando una de estas líneas de carga. El documento de esquema sugirió que se podría construir una estación para servir al sitio de Lionel Road. Es poco probable que la propuesta llegue a la primera fase del proyecto Crossrail, pero podría ser una adición posterior a la ruta. La estación del Metro de Londres es la estación de Gunnersbury, usada tanto por la District Line com por el London Overground.